# Lotbinière (circonscription provinciale)
Pour les articles homonymes, voir Lotbinière.
Circonscription électorale provinciale du Canada
Lotbinière est une ancienne circonscription électorale provinciale du Québec. Créée en 1867 et située dans les régions de Chaudière-Appalaches et du Centre-du-Québec, la circonscription disparait à l'élection de 2012 et est redistribuée parmi Lotbinière-Frontenac, Nicolet-Bécancour et Arthabaska.

## Historique
La circonscription de Lotbinière a été créée lors de la création de la confédération canadienne en 1867. En 1972, la circonscription est modifiée pour accueillir certaines portions des circonscriptions d'Arthabaska, de Mégantic et de Nicolet. Lotbinière est aussi modifié de façon mineure lors des réformes de 1980 et 1992. En 2001, les 30 367 électeurs de la circonscriptions de Lotbinière en accueille 2 164 autres de la circonscription de Frontenac et 45 électeurs de celle de Chutes-de-la-Chaudière pour former le territoire actuel de la circonscription.
Outre durant les débuts de l'histoire canadienne, la circonscription de Lotbinière n'a pas de comportement politique très tranché.

## Territoire et limites
La circonscription de Lotbinière était située dans les régions administratives de Chaudière-Appalaches et du Centre du Québec. Au moment de sa dissolution en 2012, elle comprenait les municipalités suivantes :
| - Deschaillons-sur-Saint-Laurent - Dosquet - Fortierville - Inverness - Laurier-Station - Laurierville - Leclercville - Lemieux - Lotbinière - Lyster | - Manseau - Notre-Dame-de-Lourdes - Notre-Dame-du-Sacré-Cœur-d'Issoudun - Parisville - Saint-Agapit - Saint-Antoine-de-Tilly - Saint-Apollinaire - Sainte-Agathe-de-Lotbinière - Sainte-Cécile-de-Lévrard - Sainte-Croix | - Saint-Édouard-de-Lotbinière - Sainte-Françoise - Sainte-Marie-de-Blandford - Sainte-Sophie-de-Lévrard - Sainte-Sophie-d'Halifax - Saint-Ferdinand - Saint-Flavien - Saint-Gilles | - Saint-Janvier-de-Joly - Saint-Louis-de-Blandford - Saint-Narcisse-de-Beaurivage - Saint-Patrice-de-Beaurivage - Saint-Pierre-Baptiste - Saint-Pierre-les-Becquets - Saint-Sylvestre - Val-Alain - Villeroy |

## Liste des députés
| Années | Années           | Député                           | Parti                 |
| ------ | ---------------- | -------------------------------- | --------------------- |
|        | 1867 - 1868      | Henri-Gustave Joly de Lotbinière | Libéral               |
|        | 1871 - 1875      | Henri-Gustave Joly de Lotbinière | Libéral               |
|        | 1875 - 1878      | Henri-Gustave Joly de Lotbinière | Libéral               |
|        | 1878 - 1881      | Henri-Gustave Joly de Lotbinière | Libéral               |
|        | 1881 - 1885      | Henri-Gustave Joly de Lotbinière | Libéral               |
|        | 1886             | Édouard-Hippolyte Laliberté      | Libéral               |
|        | 1886 - 1890      | Édouard-Hippolyte Laliberté      | Libéral               |
|        | 1890 - 1892      | Édouard-Hippolyte Laliberté      | Libéral               |
|        | 1892 - 1897      | Édouard-Hippolyte Laliberté      | Libéral               |
|        | 1897 - 1900      | Édouard-Hippolyte Laliberté      | Libéral               |
|        | 1900 - 1904      | Napoléon Lemay                   | Conservateur          |
|        | 1904 - 1908      | Napoléon Lemay                   | Libéral               |
|        | 1908 - 1912      | Joseph-Napoléon Francoeur        | Libéral               |
|        | 1912 - 1916      | Joseph-Napoléon Francoeur        | Libéral               |
|        | 1916 - 1919      | Joseph-Napoléon Francoeur        | Libéral               |
|        | 1919 - 1923      | Joseph-Napoléon Francoeur        | Libéral               |
|        | 1923 - 1927      | Joseph-Napoléon Francoeur        | Libéral               |
|        | 1927 - 1931      | Joseph-Napoléon Francoeur        | Libéral               |
|        | 1931 - 1935      | Joseph-Napoléon Francoeur        | Libéral               |
|        | 1935 - 1936      | Joseph-Napoléon Francoeur        | Libéral               |
|        | 1936 - 1939      | Maurice Pelletier                | Union nationale       |
|        | 1939 - 1944      | René Chaloult                    | Libéral               |
|        | 1944 - 1948      | Guy Roberge                      | Libéral               |
|        | 1948 - 1952      | René Bernatchez                  | Union nationale       |
|        | 1952 - 1956      | René Bernatchez                  | Union nationale       |
|        | 1956 - 1960      | René Bernatchez                  | Union nationale       |
|        | 1960 - 1962      | René Bernatchez                  | Union nationale       |
|        | 1962 - 1966      | René Bernatchez                  | Union nationale       |
|        | 1966 - 1970      | René Bernatchez                  | Union nationale       |
|        | 1970 - 1973      | Jean-Louis Béland                | Ralliement créditiste |
|        | 1973 - 1976      | Georges Massicotte               | Libéral               |
|        | 1976 - 1981      | Rodrigue Biron                   | Union nationale       |
|        | 1981 - 1985      | Rodrigue Biron                   | Parti québécois       |
|        | 1985 - 1989      | Lewis Camden                     | Libéral               |
|        | 1989 - 1994      | Lewis Camden                     | Libéral               |
|        | 1994 - 1998      | Jean-Guy Paré                    | Parti québécois       |
|        | 1998 - 2003      | Jean-Guy Paré                    | Parti québécois       |
|        | 2003 - 2007      | Sylvie Roy                       | Action démocratique   |
|        | 2007 - 2008      | Sylvie Roy                       | Action démocratique   |
|        | 2008 - 2012      | Sylvie Roy                       | Action démocratique   |
|        | Coalition avenir | Sylvie Roy                       |                       |

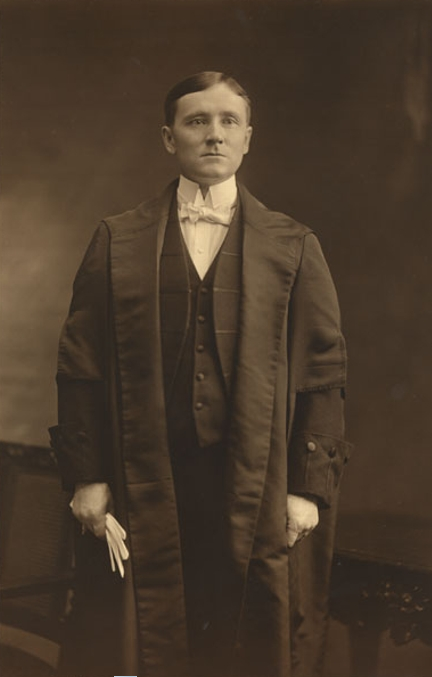
Joseph-Napoléon Francoeur est député de Lotbinière de 1908 à 1936.
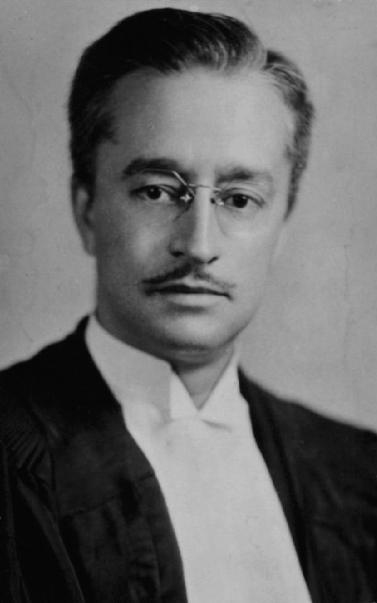
René Chaloult est député de Lotbinière de 1939 à 1944.

## Résultats électoraux

### Évolution pour les principaux partis
| |
| - Union nationale (ancien) - Parti libéral - Crédit social (ancien) - Parti québécois - Action démocratique (ancien) - Québec solidaire |

### Résultats détaillés
|                                                                                               | Nom                   | Parti               | Nombre de voix | %      | Maj.  |
| --------------------------------------------------------------------------------------------- | --------------------- | ------------------- | -------------- | ------ | ----- |
|                                                                                               | Sylvie Roy (sortant)  | Action démocratique | 15 472         | 59,2 % | 9 752 |
|                                                                                               | Laurent Boissonneault | Libéral             | 5 720          | 21,9 % | -     |
|                                                                                               | Annie Thériault       | Parti québécois     | 4 305          | 16,5 % | -     |
|                                                                                               | Catherine Drolet      | Québec solidaire    | 630            | 2,4 %  | -     |
| Total                                                                                         | Total                 | Total               | 26 127         | 100 %  |       |
| Le taux de participation lors de l'élection était de 78,1 % et 250 bulletins ont été rejetés. |                       |                     |                |        |       |

|                                                                                               | Nom                     | Parti                 | Nombre de voix | %      | Maj. |
| --------------------------------------------------------------------------------------------- | ----------------------- | --------------------- | -------------- | ------ | ---- |
|                                                                                               | Sylvie Roy              | Action démocratique   | 9 522          | 37,4 % | 749  |
|                                                                                               | Monique Drolet Glazier  | Libéral               | 8 773          | 34,5 % | -    |
|                                                                                               | Jean-Guy Paré (sortant) | Parti québécois       | 6 502          | 25,6 % | -    |
|                                                                                               | Marc Allard             | Vert                  | 306            | 1,2 %  | -    |
|                                                                                               | Étienne Hallé           | UFP                   | 175            | 0,7 %  | -    |
|                                                                                               | Paul Biron              | Démocratie chrétienne | 150            | 0,6 %  | -    |
| Total                                                                                         | Total                   | Total                 | 25 428         | 100 %  |      |
| Le taux de participation lors de l'élection était de 77,6 % et 296 bulletins ont été rejetés. |                         |                       |                |        |      |

|                                                                                               | Nom                     | Parti               | Nombre de voix | %      | Maj.  |
| --------------------------------------------------------------------------------------------- | ----------------------- | ------------------- | -------------- | ------ | ----- |
|                                                                                               | Jean-Guy Paré (sortant) | Parti québécois     | 11 496         | 47,6 % | 2 348 |
|                                                                                               | Christian Lessard       | Libéral             | 9 148          | 37,9 % | -     |
|                                                                                               | Claude Carignan         | Action démocratique | 3 486          | 14,4 % | -     |
| Total                                                                                         | Total                   | Total               | 24 130         | 100 %  |       |
| Le taux de participation lors de l'élection était de 81,5 % et 315 bulletins ont été rejetés. |                         |                     |                |        |       |

|                                                                                               | Nom                    | Parti           | Nombre de voix | %      | Maj. |
| --------------------------------------------------------------------------------------------- | ---------------------- | --------------- | -------------- | ------ | ---- |
|                                                                                               | Jean-Guy Paré          | Parti québécois | 10 398         | 45,6 % | 283  |
|                                                                                               | Lewis Camden (sortant) | Libéral         | 10 115         | 44,3 % | -    |
|                                                                                               | Denis Cameron          | Indépendant     | 2 308          | 10,1 % | -    |
| Total                                                                                         | Total                  | Total           | 22 821         | 100 %  |      |
| Le taux de participation lors de l'élection était de 80,9 % et 558 bulletins ont été rejetés. |                        |                 |                |        |      |

## Référendums
|  | Référendum                     | % du OUI | % du NON | Taux de participation |
|  | Référendum de 1980             | 37,09 %  | 62,91 %  | 86,09 %               |
|  | Accord de Charlottetown (1992) | 39,23 %  | 60,77 %  | 81,75 %               |
|  | Référendum de 1995             | 50,1 %   | 49,9 %   | 92,89 %               |